# Gryfów Śląski
Gryfów Śląski é um município da Polônia, na voivodia da Baixa Silésia e no condado de Lwówek Śląski. Estende-se por uma área de 6,63 km², com 6 487 habitantes, segundo os censos de 2017, com uma densidade de 1014,8 hab/km².